# Haycock-Formel
Die Haycock-Formel ist eine mathematische Formel zur Abschätzung der Körperoberfläche A aus der Körpergröße h und dem Körpergewicht m beim Menschen:
{\displaystyle A=0{,}024265\,\mathrm {m} ^{2}\cdot \left({\frac {h}{\mathrm {cm} }}\right)^{0{,}3964}\cdot \left({\frac {m}{\mathrm {kg} }}\right)^{0{,}5378}}
{\displaystyle {\text{Körperoberfläche in m}}^{2}=0{,}024265\cdot ({\text{Körpergröße in cm}})^{0{,}3964}\cdot ({\text{Körpergewicht in kg}})^{0{,}5378}}
Die Haycock-Formel wurde nach dem britischen Nephrologen George B. Haycock benannt. Diese anhand der Daten von 81 Testpersonen abgeleitete Formel wird in der Onkologie nach der klassischen DuBois-Formel und der Mosteller-Formel am häufigsten angewendet. Sie gilt als relativ robust und eignet sich zur Berechnung der Körperoberfläche sowohl bei Erwachsenen als auch bei Kindern.